# گروه ساختمانی چگال
گروه ساختمانی چگال (به انگلیسی: Chegall Development Group) شرکت توسعه‌دهنده و ساخت‌وساز پروژه‌های ساختمانی است که دفتر مرکزی آن در شهر بندرعباس، ایران قرار دارد. این گروه توسط رسول دبیری، با بیش از دو دهه سابقه فعالیت در صنعت ساختمان، پایه‌گذاری شده است. گروه چگال تمرکز خود را بر طراحی و اجرای فضاهای زیست‌محور و انسانی قرار داده و به‌عنوان یکی از سازندگان شناخته‌شدهٔ پروژه‌های مدرن در جنوب ایران شناخته می‌شود.
سابقه و فعالیت‌ها
رسول دبیری، بنیان‌گذار گروه چگال، از سال ۱۳۸۱ (۲۰۰۲ میلادی) به‌صورت رسمی وارد صنعت ساخت‌وساز شد. او تا امروز در بیش از ۴۵ پروژه نوساز و ۱۰ پروژه بازسازی مشارکت مستقیم داشته است.
فعالیت چگال، تنها به ساخت فیزیکی محدود نمی‌شود، بلکه این گروه در پروژه‌های خود رویکرد توسعه‌ای، فرهنگی و معماری نیز دنبال می‌کند. نگاه اصلی چگال «خلق فضاهایی برای زندگی» است؛ فضایی که در آن اصالت، کیفیت ساخت، و زیست‌پذیری انسانی در اولویت باشد.
پروژه‌های شاخص
چگال تاکنون چندین پروژه معماری شاخص در شهر بندرعباس اجرا کرده که مورد توجه رسانه‌ها و جامعهٔ معماری ایران قرار گرفته‌اند:
پروژه نیروانا (با نام قبلی پروژه ورزش)
پروژه‌ای مسکونی در خیابان ورزش بندرعباس، که با همکاری معمار فؤاد امین طراحی شد. این پروژه در سایت رسمی چگال و رسانه‌های معماری همچون سایت آیدا کیخسروی و پیج‌های معماری اینستاگرام معرفی شده است.[1] [۲] [۳]

### پروژه جرون
یک ساختمان ۷ طبقه با مشاعات هتلینگ که در جریان ساخت خود به‌عنوان فضای فرهنگی موقت مورد استفاده قرار گرفت. در سال ۱۴۰۳ برای نخستین‌بار در بندرعباس، گالری عکس و کنسرت در فضای نیمه‌ساخته این پروژه برگزار شد. این اقدام توسط روزنامه صبح ساحل پوشش داده شد.[۴] [۵]
پروژه جرون همچنین دارای صفحهٔ مستقل در شبکه‌های اجتماعی است و نگاه ویژه‌ای به فضای شهری و مشارکت مدنی دارد.[۶]

### سایر پروژه‌ها
- ساختمان دی
- ساختمان کا
- ساختمان ایگان
- ساختمان آناهیتا
- ویلای گلخانه